# Rodi Garganico
Rodi Garganico là một đô thị ở tỉnh Foggia trong vùng Apulia miền nam nước Ý. Đô thị này có diện tích 12,23 ki-lô-mét vuông, dân số là 3702 người (cuối năm 2003)..
41°55′B 15°53′Đ / 41,917°B 15,883°Đ